# Levie
Pour les articles homonymes, voir Levie (homonymie).
Levie (prononcé /levi/ « Lévi » ; en corse : Livia [liˈβiːja]) est une commune française située dans la circonscription départementale de la Corse-du-Sud et le territoire de la collectivité de Corse. Capitale de l'Alta Rocca et de la piève de Carbini, le village abrite le musée départemental de l'Alta Rocca.

## Géographie

Panorama de Levie

### Communes limitrophes
Levie est avec Bastelica la commune corse ayant le plus de communes limitrophes, à savoir seize.

### Voies d'accès et transports

#### Transports
Le village est distant, par route, de :
- 9 km de Sainte-Lucie-de-Tallano ;
- 27 km d'Aullène ;
- 29 km de Sartène ;
- 30 km de Propriano ;
- 30 km du port de commerce de Propriano ;
- 39 km de Porto-Vecchio ;
- 43 km de l'aéroport de Figari Sud Corse ;
- 95 km d'Ajaccio ;
- 133 km de Corte.

### Lieux-dits
- Carpolitano (Carpulitanu en langue corse)
- Pantano (Pantanu en langue corse)
- Radici
- Tirolo (Tirolu en langue corse)
- Vignalella (A Vignaledda en langue corse)

## Urbanisme

### Typologie
Au 1er janvier 2024, Levie est catégorisée commune rurale à habitat dispersé, selon la nouvelle grille communale de densité à sept niveaux définie par l'Insee en 2022.
Elle est située hors unité urbaine et hors attraction des villes,.

### Occupation des sols
L'occupation des sols de la commune, telle qu'elle ressort de la base de données européenne d’occupation biophysique des sols Corine Land Cover (CLC), est marquée par l'importance des forêts et milieux semi-naturels (93 % en 2018), une proportion identique à celle de 1990 (93,1 %). La répartition détaillée en 2018 est la suivante : 
forêts (80,1 %), espaces ouverts, sans ou avec peu de végétation (9,2 %), zones agricoles hétérogènes (4 %), milieux à végétation arbustive et/ou herbacée (3,7 %), prairies (2,1 %), zones urbanisées (0,5 %), espaces verts artificialisés, non agricoles (0,2 %), eaux continentales (0,1 %). L'évolution de l’occupation des sols de la commune et de ses infrastructures peut être observée sur les différentes représentations cartographiques du territoire : la carte de Cassini (XVIIIe siècle), la carte d'état-major (1820-1866) et les cartes ou photos aériennes de l'IGN pour la période actuelle (1950 à aujourd'hui).

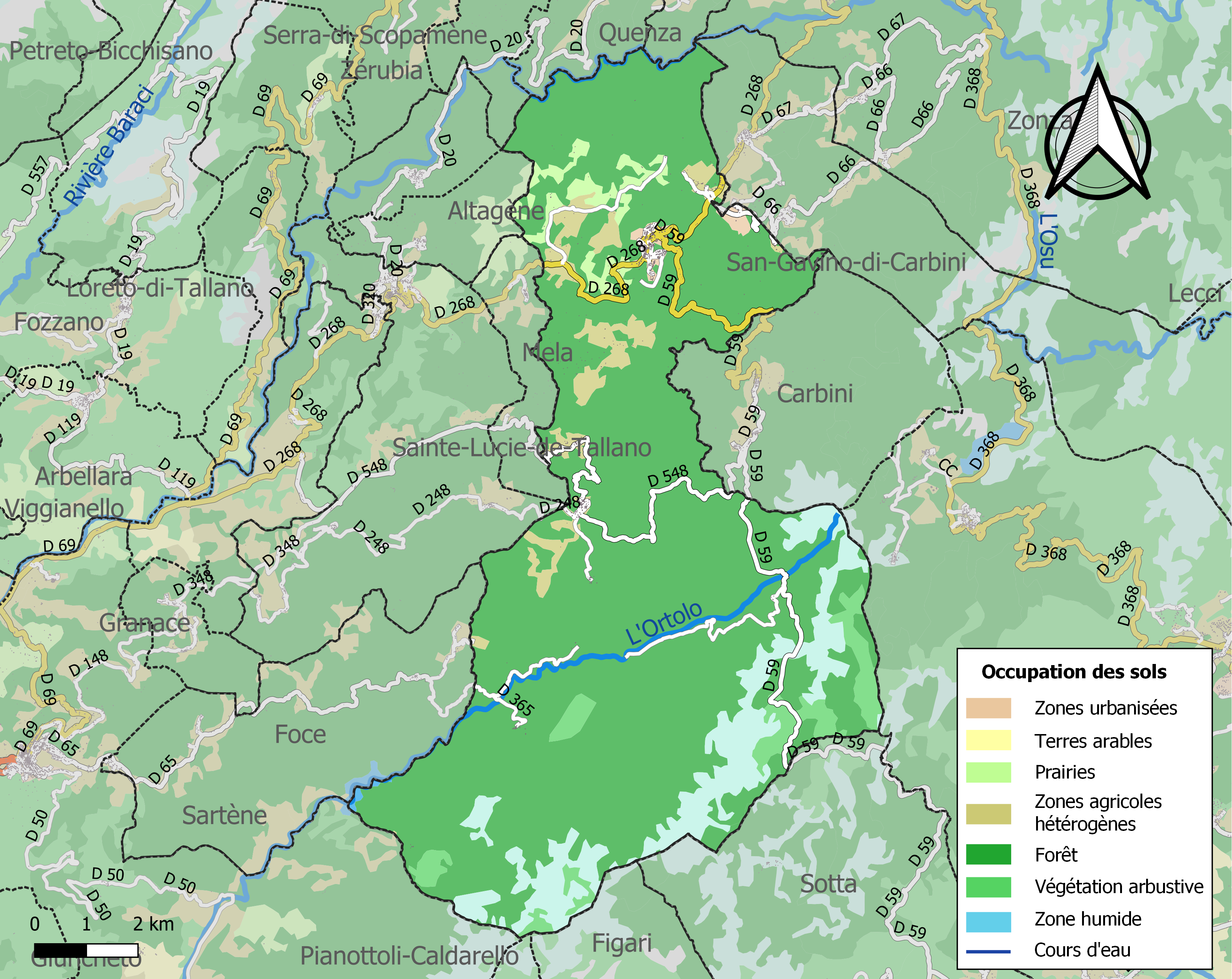
Carte des infrastructures et de l'occupation des sols de la commune en 2018 (CLC).

## Toponymie
Le nom en corse de la commune est Livia /liˈβia/, reconstruit en une forme toscanisée Le Vie (les routes) devenue Levie. Ses habitants sont les Livianesi.

## Histoire
Contrairement à ce qu'affirme régulièrement cette page, Il n'y a jamais eu de communauté juive autour de l'an 800 dans ce village, et d'ailleurs il n'y a même pas de « village » à proprement parler pour cette période (on attend encore les documents venant confirmer de facon incontestable cette affirmation farfelue). « Lévie » n'est pas une déformation de « Levy », mais la lecture française du toscan « Le Vie » (Les voies), reconstruction du nom corse « Livia ».
On y trouve un musée reconnu par l'État et bénéficiant du label « Musée de France ». L'établissement valorise les découvertes archéologiques de l'Alta Rocca, notamment Cucuruzzu et Capula.
Dans les collections permanentes figure la « Dame de Bonifacio », l'une des plus anciennes habitantes de l'île, exhumée dans une sépulture à Araguina-Sennola.
Cette commune fut aussi l'un des centres de la Résistance de l'Alta Rocca, emmené localement par Louis Pini. Du 15 au 17 septembre 1943 se déroula la Bataille de Levie, associant des Corses et des soldats italiens récemment ralliés face aux troupes allemandes de la division SS Reichsführer. Ces dernières cherchent à s'emparer des cols ouvrant la route d'Ajaccio avec l'aide des chemises noires. Dès le 9 septembre 1943, les résistants corses et les soldats italiens attaquent les troupes allemandes qui avaient commencé leur mouvement en direction du sud. Pendant plus de dix jours, ces derniers mènent une lutte sans merci. Malgré les contre-attaques, l'exécution de deux résistants et l'ultimatum allemand menaçant de raser le village, les résistants se maintiennent sur le terrain au prix de dix morts et plus de dix blessés avant l'arrivée des Forces françaises libres. Grâce aux habiles dispositions prises, au calme de ses chefs et au courage de tous, les Allemands rebroussent chemin, laissant plus de 200 morts, environ 400 blessés, 20 prisonniers, plus de 30 véhicules blindés, des armes, des munitions et des vivres. Cet acte lui vaut d'être honoré par l'attribution de la croix de guerre avec palme et une citation à l'ordre de l'armée. 
|  |  |

## Politique et administration
| Période                                  | Période  | Identité                            | Étiquette | Qualité |
| ---------------------------------------- | -------- | ----------------------------------- | --------- | --- |
|                                          |          | Vincent Gallucci                    |           | |
| 1953                                     | 1963     | Jacques de Rocca Serra              | Rad.      | Inspecteur des assurances sociales Conseiller général du canton de Levie (1949-1963) Décédé en fonction                       |
| 1963                                     | 2004     | Louis-Ferdinand de Rocca Serra      | DVD-UDF   | Chef d'agence de la Caisse d'Épargne Sénateur (1994-2001) Conseiller général du canton de Levie (1963-2001) Fils du précédent |
| 14 mars 2008                             | 2021     | Don Napoléon de Peretti della Rocca | SE        | Retraité |
| 2021                                     | en cours | Alexandre de Lanfranchi             | SE        | Retraité |
| Les données manquantes sont à compléter. |          |                                     |           | |

## Démographie
L'évolution du nombre d'habitants est connue à travers les recensements de la population effectués dans la commune depuis 1806. Pour les communes de moins de 10 000 habitants, une enquête de recensement portant sur toute la population est réalisée tous les cinq ans, les populations de référence des années intermédiaires étant quant à elles estimées par interpolation ou extrapolation. Pour la commune, le premier recensement exhaustif entrant dans le cadre du nouveau dispositif a été réalisé en 2008.

En 2022, la commune comptait 674 habitants, en évolution de −4,8 % par rapport à 2016 (Corse-du-Sud : +7,61 %, France hors Mayotte : +2,11 %).
| 1806  | 1821  | 1831  | 1836  | 1841  | 1846  | 1851  | 1856  | 1861  |
| ----- | ----- | ----- | ----- | ----- | ----- | ----- | ----- | ----- |
| 1 308 | 1 292 | 1 416 | 1 560 | 1 674 | 1 602 | 1 757 | 1 652 | 1 708 |

| 1866  | 1872  | 1876  | 1881  | 1886  | 1891  | 1896  | 1901  | 1906  |
| ----- | ----- | ----- | ----- | ----- | ----- | ----- | ----- | ----- |
| 1 790 | 1 747 | 1 754 | 2 010 | 2 573 | 2 645 | 2 660 | 2 685 | 2 711 |

| 1911  | 1921  | 1926  | 1931  | 1936  | 1946  | 1954  | 1962  | 1968  |
| ----- | ----- | ----- | ----- | ----- | ----- | ----- | ----- | ----- |
| 3 202 | 3 468 | 3 452 | 3 247 | 3 441 | 3 401 | 3 409 | 1 118 | 1 002 |

| 1975 | 1982 | 1990 | 1999 | 2006 | 2008 | 2013 | 2018 | 2022 |
| ---- | ---- | ---- | ---- | ---- | ---- | ---- | ---- | ---- |
| 912  | 752  | 781  | 696  | 743  | 757  | 721  | 667  | 674  |

## Lieux et monuments
- Église Saint-Nicolas de Levie. Elle est inscrite à l'Inventaire général du patrimoine culturel[13].
- Église Santa-Maria-Assunta de Pantano.
- Église de Tirolo.
- Chapelle Saint-Laurent de Castellu di Capula.
- Musée départemental de l'Alta Rocca.

|  |  |

## Personnalités liées à la commune
- Louis Pini, natif de Levie, depuis plusieurs générations, est mort pour la France le 17 septembre 1943 à Carbini. Il s'était fait capturer la veille, lors de la bataille de Levie, après avoir fait sauter le pont de Rajo pour le compte de la Résistance, tuant plusieurs Allemands et sauvant une famille de Sartène.
- Le colonel Angelo Santo, seigneur de Levie, compagnon d'armes de Sampiero Corso, colonel au service de la France en 1550.
- Napoleone delle Vie, seigneur de Levie, fils du précédent, premier Corse connu ayant porté le prénom de Napoléon, capitaine au service de la France. Du fait de sa bravoure, notamment celle dont il fait montre lors de la bataille de Renty le 13 août 1554, le roi de France obtient en sa faveur l'octroi de l’ordre de l’Éperon d’or par le pape Paul IV. À Saint-Germain, le 12 novembre 1558, Henri II lui donne l'accolade et lui concède, ainsi qu'à ses descendants, le privilège d'ajouter à ses armoiries une fleur de lys soutenue par deux lions affrontés d'or. En 1569, Napoleone  delle Vie commande une galère au siège de La Rochelle.
- Lanfranco delle Vie, capitaine, reconnu noble en 1592, père d’Orazio Lanfranchi, principali de Lévie pour la République de Gênes.
- Le colonel Lelio Maria (Lelius) de Peretti della Rocca (Levie, 21 mai 1721 - Levie, 16 juin 1788), descendant des précédents, colonel des troupes franches au service de Gênes, seigneur de La Testa, à Figari, époux de Maria Isabella Abbatucci (v. 1727 - Levie, 20 avril 1779), fille de Severino, colonel dans la cavalerie légère vénitienne, citoyen de Venise, gouverneur de Brescia (Italie) en 1735, commissaire commandant de la piève de Tàlavu en 1748 et sœur de Jacques Pierre Abbatucci le « vieux général Giacomo Abbatucci ».
- Ugo Francesco de Peretti della Rocca (Levie, 1747 - Levie 1838), neveu du précédent, capitaine au régiment corse de Buttafoco, puis lieutenant-colonel au service de la France, chevalier de Saint-Louis, poète, auteur d'Ottave Rusticane, rédigées à Levie lors de sa retraite.
- Fred Scamaroni, préfet, compagnon de la Libération, héros de la résistance corse.
- Orazio Lanfranchi, principali de la république de Gênes, orateur de l'Au-Delà-Des-Monts, 1592.
- Simon Francesco Lanfranchi, chevalier du Saint-Sépulcre, obtention du brevet Jérusalem en 1630.
- Ceccè Lanfranchi, auteur, chanteur, compositeur, membre du Chœur de Sartène, de I Pumonti, ex-membre de Canta U Populu Corsu.
- François de Lanfranchi, né en 1926, archéologue, spécialiste de la Préhistoire, docteur en histoire et civilisations, chercheur à l'Institut corse d'études préhistoriques, fondateur du Musée de Lévie, contribution majeure à la découverte du site de Cucuruzzu.
- Jean de Peretti della Rocca, journaliste, poète, écrivain, dit Jean du Maine.
- Charles Antoine de Peretti della Rocca, vicaire général du diocèse d'Aléria et député aux États généraux de 1789.
- Monseigneur L-C de Peretti della Rocca, évêque auxiliaire d'Ajaccio, (Lévie: 822 - Ajaccio1892)
- La famille Dominati dont Jacques Dominati, ancien député de Paris, maire du 3e arrondissement de Paris, maire-adjoint de Paris sous Jacques Chirac, lorsque celui-ci était maire de Paris (1977 - 1995) et secrétaire d’État, Laurent Dominati, ancien député de Paris et conseiller de Paris, actuellement ambassadeur au Honduras, Philippe Dominati, sénateur de Paris et conseiller municipal du 8e arrondissement de Paris.